# Giro delle Fiandre 2024

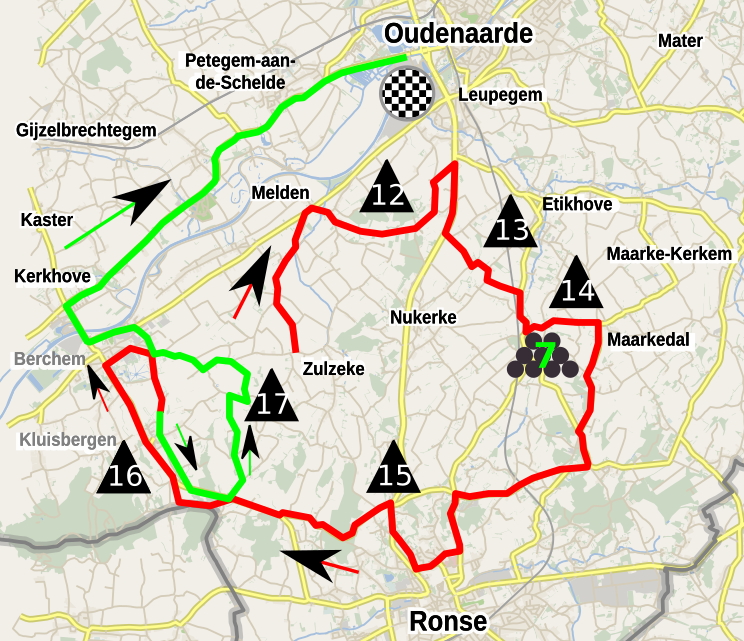
Itinerario della corsa

Il Giro delle Fiandre 2024, centottesima edizione della corsa e valida come quattordicesima prova dell'UCI World Tour 2024 categoria 1.UWT, si svolse il 31 marzo 2024 su un percorso di 270,8 chilometri, con partenza da Anversa e arrivo a Oudenaarde, in Belgio. La vittoria fu appannaggio dell'olandese Mathieu van der Poel, il quale completò il percorso in 6h05'17" alla media di 44,480 km/h precedendo l'italiano Luca Mozzato e il tedesco Nils Politt.

## Percorso
Per motivi di sicurezza, i primi chilometri della gara sono stati percorsi su strade più ampie; il tracciato dell'edizione 2024 presenta due "muri" in meno rispetto a quelli dell'anno precedente (17 contro 19), ai quali si aggiungono sette tratti di pavé (uno in più del 2024) nonché i tre passaggi sull'Oude Kwaremont e i due sul Paterberg, uno dei muri più duri della corsa, assieme al Koppenberg, che è stato scalato una sola volta, immediatamente dopo il primo passaggio sul Paterberg.

## Squadre partecipanti
| N.      | Cod. | Squadra                         |
| ------- | ---- | ------------------------------- |
| 1-7     | ADC  | Alpecin-Deceuninck              |
| 11-17   | ICW  | Intermarché-Wanty               |
| 21-27   | SOQ  | Soudal Quick-Step               |
| 31-37   | TVL  | Team Visma-Lease a Bike         |
| 41-47   | ARK  | Arkéa-B&B Hotels                |
| 51-57   | AST  | Astana Qazaqstan Team           |
| 61-67   | TBV  | Bahrain Victorious              |
| 71-77   | BOH  | Bora-Hansgrohe                  |
| 81-87   | COF  | Cofidis                         |
| 91-97   | DAT  | Decathlon AG2R La Mondiale Team |
| 101-107 | EFE  | EF Education-EasyPost           |
| 111-117 | GFC  | Groupama-FDJ                    |
| 121-127 | IGD  | Ineos Grenadiers                |

| N.      | Cod. | Squadra                   |
| ------- | ---- | ------------------------- |
| 131-137 | LTK  | Lidl-Trek                 |
| 141-147 | MOV  | Movistar Team             |
| 151-157 | DSM  | Team DSM-Firmenich PostNL |
| 161-167 | JAY  | Team Jayco AlUla          |
| 171-177 | UAD  | UAE Team Emirates         |
| 181-187 | IPT  | Israel-Premier Tech       |
| 191-197 | LTD  | Lotto Dstny               |
| 201-207 | UXT  | Uno-X Mobility            |
| 211-217 | BWB  | Bingoal WB                |
| 221-227 | Q36  | Q36.5 Pro Cycling Team    |
| 231-237 | TFB  | Team Flanders-Baloise     |
| 241-247 | TUD  | Tudor Pro Cycling Team    |

## Ordine d'arrivo (Top 10)
| Pos. | Corridore            | Squadra   | Tempo    |
| ---- | -------------------- | --------- | -------- |
| 1    | Mathieu van der Poel | Alpecin   | 6h05'17" |
| 2    | Luca Mozzato         | Arkea     | a 1'02"  |
| 3    | Nils Politt          | UAE       | s.t.     |
| 4    | Mikkel Bjerg         | UAE       | s.t.     |
| 5    | António Morgado      | UAE       | s.t.     |
| 6    | Magnus Sheffield     | Ineos     | s.t.     |
| 7    | Oliver Naesen        | Decathlon | s.t.     |
| 8    | Dylan Teuns          | Israel    | s.t.     |
| 9    | Alberto Bettiol      | EF        | s.t.     |
| 10   | Toms Skujiņš         | Lidl      | s.t.     |